# Onda di Kelvin

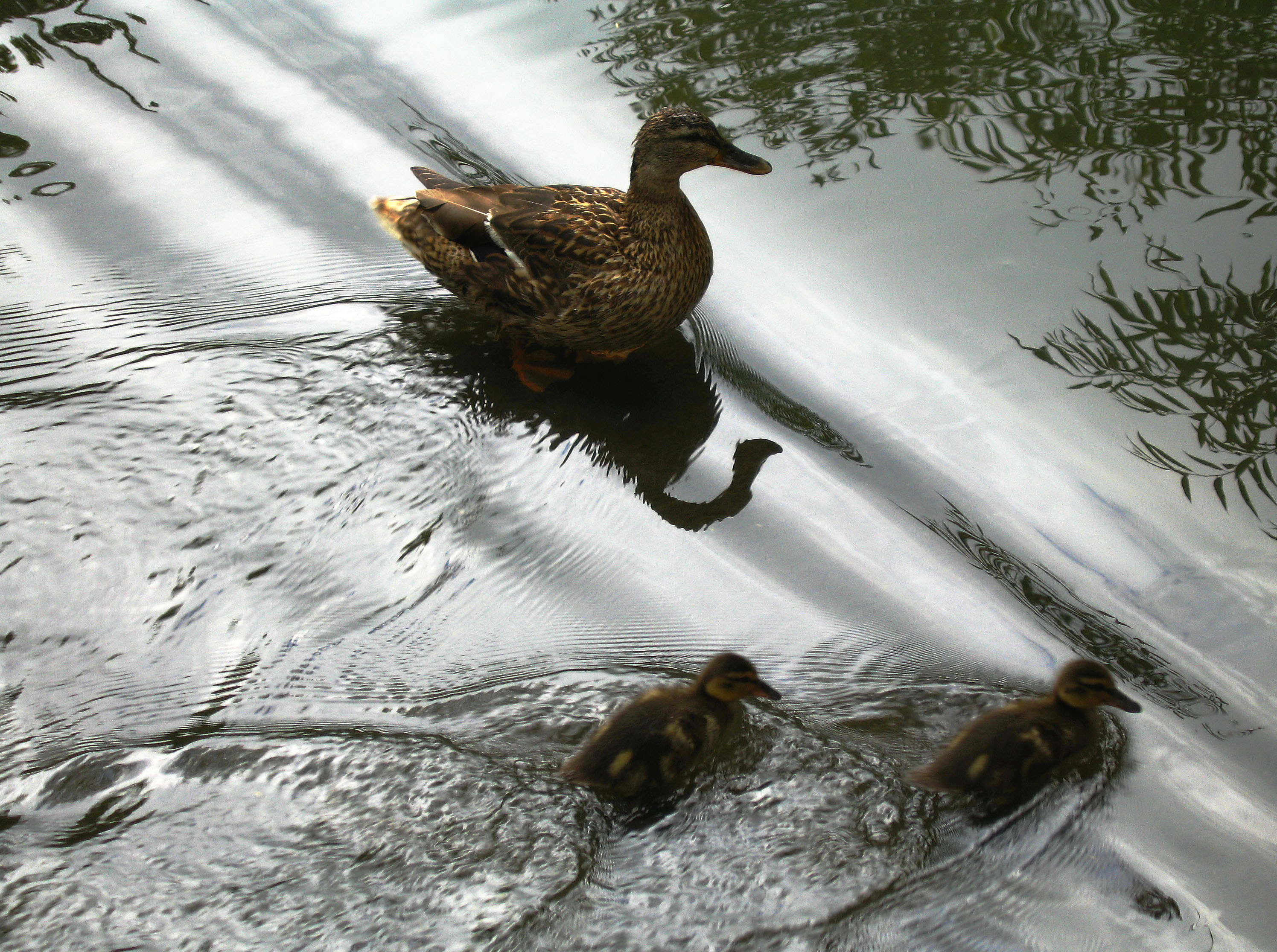
L'angolo di Kelvin è la scia a "V" lasciata da un'anatra che nuota sulla superficie di uno specchio d'acqua.

L'onda di Kelvin è un'onda dell'oceano o dell'atmosfera che bilancia la forza di Coriolis terrestre rispetto a un bordo topografico come una linea di costa o una guida d'onda come l'equatore. Una caratteristica è l'essere non-dispersiva, cioè la velocità di fase delle creste d'onda è uguale alla velocità di gruppo dell'energia del moto ondoso a tutte le frequenze e questo implica che essa mantiene la sua forma nel tempo mentre si muove lungo la direzione della costa. 

## Descrizione
In dinamica dei fluidi, un'onda di Kelvin è anche un modo di perturbazione a lunga scala di un vortice nella dinamica di un superfluido; in contesti di derivazione meteorologica o oceanografica, si può assumere che la componente meridionale della velocità si annulli (cioè non c'è flusso in direzione nord-sud, rendendo così molto più semplici le equazioni di continuità e della quantità di moto).
L'onda prende il nome da lord Kelvin che la studiò per primo.

### Angolo dell'onda
L'angolo dell'onda di Kelvin è il risultato dell'inviluppo delle onde generate da un corpo che avanza a velocità costante galleggiando sull'acqua ad alta profondità e il piano di simmetria. Esso assume un valore tipico di 19° 28' e tende ad aumentare, fino a un massimo di 90° al diminuire dell'altezza del fondale.Non dipende né dalla velocità di avanzamento né dalla forma del corpo. Il valore di quest'angolo dipende dal fatto che la velocità del gruppo d'onda, ad alta profondità, è la metà della velocità di fase. L'angolo di Kelvin è la caratteristica scia a "V" lasciata da una nave quando il mare è piatto o da un'anatra che nuota su acqua calma.